# Климовка (река)
Климовка — река на юго-западе Тверской области, правый приток Ушицы (бассейн Западной Двины). Длина реки составляет 12,3 километра.
Протекает по территории Нелидовского и Западнодвинского районов, дважды пересекает их границу.
Климовка вытекает из болота Водивец в Нелидовском районе. Течёт на юг, затем на юго-запад и юго-восток. У деревни Карловка Западнодвинского района река запружена. Впадает в Ушицу справа, напротив деревни Шабровка.